# Ciro Pérez Payá
Ciro Pérez Payá (Monòver, 1 de març de 1820 - 18 de gener de 1899) fou un polític valencià, president de la Diputació d'Alacant durant el Sexenni Democràtic (1868-1874).

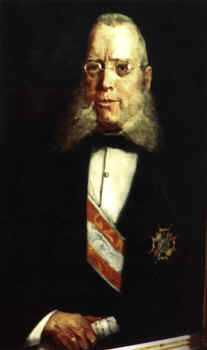
Ciro Perez Payá

Fill del jurista José Pérez Navarro, perseguit per llurs idees liberals. Estudià al seminari d'Oriola i es llicencià en dret a la Universitat de València. Després obrí un bufet a València i es dedicà al comerç de vi i oli. Més avant tornà a Monòver, on milità al Partit Progressista junt amb el seu germà José, alcalde de Monòver i Miguel María, diputat a Corts. Per la seua amistat amb Leopoldo O'Donnell s'afilià a la Unió Liberal, amb la qual fou escollit diputat provincial el 1862 i el 1864. Fou escollit president de la Diputació d'Alacant el 1866-1867. Després de la Revolució de 1868 i l'arribada al tron d'Amadeu de Savoia es feu membre del Partit Constitucional i fou escollit novament president de la Diputació d'Alacant, càrrec que ocupà ininterrompudament fins al 9 de gener de 1875. Com a membre del Partit Conservador serà novament diputat provincial fins 1880, però rebutjà presentar-se com a diputat a Corts o senador. També fou membre de la Junta de Defensa contra la fil·loxera.